# Richard Knill Freeman
Knill Richard Freeman (Londra, 1840 – 24 giugno 1904) è stato un architetto inglese, ha iniziato la sua carriera presso Derby e si è trasferito a Bolton, Lancashire, nel tardo 1860.

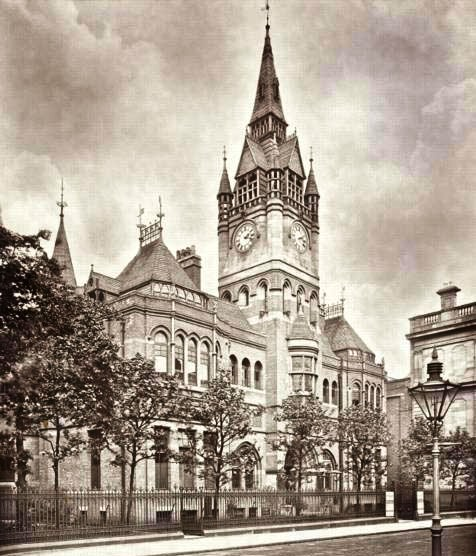
Il Derby Museum and Art Gallery e la Central Library, 1876

La sua opera, in stile gotico-vittoriano e tipicamente ispirato al Gotico decorato della tarda architettura medievale, può essere visto in diverse città e borghi di tutto il nord dell'Inghilterra. Ha lavorato in totale su circa 140 edifici, di cui circa la metà sopravvivono in qualche forma.
Freeman è stato membro della Società degli Architetti di Manchester e suo presidente nel biennio 1890-1891.

## Carriera
Il lavoro di Freeman ha compreso nuove chiese, restauri, vicariati, scuole, case, musei, edifici municipali e ospedali. Ha progettato un'aggiunta per il Southport Pier e un Padiglione Indiano per il North Pier di Blackpool nel 1874. Il suo Derby Museum, Library and Art Gallery, un dono alla città di Derby da parte di Michael Thomas Bass, è stato completato nel 1876.
Nel 1882 ha vinto il primo concorso per il Museo della Scienza e dell'Arte, a Dublino, con un disegno di "un edificio in forma quadrangolare, con tetti mansardati", che prevedeva la raccolta della Royal Irish Academy;, ma non essendo irlandese non è stato compreso nella rosa dei finalisti: questo ha comportato una polemica che ha portato ad un secondo concorso nel 1883, vinto da Thomas Newenham Deane & Son.
Nel 1878 Freeman è stato selezionato per la progettazione della Chiesa anglicana di Sant'Andrea a Mosca, in Russia. In risposta alla crescita della comunità britannica a Mosca, i rappresentanti della comunità religiosa cercavano un architetto inglese, e Freeman ha risposto presentando progetti per una "tipica chiesa inglese in stile gotico vittoriano". La chiesa fu completata nel 1884.
Nel 1887, Freeman ha lavorato come architetto in una casa in Bryerswood, Far Sawrey, delegando il compito di sovrintendere alla costruzione del suo assistente, Dan Gibson. Ha collaborato anche il progettista di giardini britannico Thomas Hayton Mawson perché lavorasse sul giardino. Trovatisi bene nella collaborazione il trio ha continuato a lavorare a Graythwaite Hall, Newby Bridge; Gibson e Mawson avrebbero poi stretto una breve collaborazione tempo dopo.
Nel 1895 sono state terminate la sua Chiesa della Santissima Trinità, a Blackpool e la chiesa di San Lorenzo a Barton, Preston. Ha costruito anche la chiesa di St Margaret a Hollingwood e progettato un ospedale.
Suo figlio, Frank Richard Freeman (1870-1934), fu anche architetto. Ha continuato nello studio del padre come Freeman & Son e ha costruito numerose chiese in uno stile simile a quello paterno.